# Metsieder
Metsieder, auch Metler, mittelhochdeutsch auch mët-briuwer, stellten aus Honig, Gewürzen (Anis, Nelken) und Wasser ein weinähnliches Getränk her, welches ehemals in ganz Europa getrunken wurde. Das Bier drängte den Honigwein oder Met jedoch im Mittelalter zurück. Die Mischung aus einem Teil Honig und maximal zwei Teilen Wasser kochte man und vergor sie nach deren Abschäumen und Abkühlen mit frischer Hefe.